# عائق الأمومة
عائق الأمومة: هو مصطلح يشير إلى صور نمطية ، وأشكال مختلفة من العنصرية ، يتعلق بالأمهات العاملات والنساء الباحثات عن عمل.
اصطدمت النساء بعوائق الأمومة عندما قابلن العنصرية في أماكن العمل ، بسبب تجارب حمل سابقة ، حالية ، مستقبلية ، أو إجازة وضع واحدة أو أكثر.
من الممكن أن تتعرض النساء أيضًا للعنصرية عندما يخترن وظائف ذات دوام جزئي أومتغير، و العنصرية كعائق للأمومة غير مقصورة علي مسؤوليات رعاية الطفل، فالرجال والنساء ذوي مسؤوليات الرعاية كرعاية والدين مرضى ، أو زوج/ة ،  قد يتسببوا أيضا في عنصرية عائق الأمومة  ، مما ينتج عنه وصف عنصرية عائق الأمومة بعنصرية مسؤوليات الأسرة. تقترح الأبحاث أن عائق الأمومة مُدعّم بالصورة النمطية للموظِِفين والاستثنائات المبنية على النوع.